# Bikin (Fluss)
Der 560 km lange Bikin (russisch Бики́н) ist ein rechter Nebenfluss des Ussuri im Fernen Osten Russlands (Asien).

## Verlauf
Der Bikin entspringt in 1380 m Höhe unweit des Hauptkamms des Sichote-Alin-Gebirges, an der Nordflanke des Berges Suchopadnaja (1746 m). Im Oberlauf beschreibt der Fluss zunächst einen Bogen in nördlicher, östlicher, dann südlicher Richtung, bevor er sich in westliche Richtung wendet, die er bis zur Mündung beibehält. Er durchfließt das Gebirge, das in westlicher Richtung zunehmend Mittelgebirgscharakter annimmt, in einem zumeist weiten, bewaldeten Tal im äußersten Norden der Region Primorje unweit der Grenze zur Region Chabarowsk. Im Unterlauf wendet sich der Fluss nach Nordwesten, erreicht die Region Chabarowsk südlich der nach ihm benannten Stadt Bikin und mündet wenig später beim Dorf Wassiljewka in den Ussuri (chinesisch Wusuli Jiang). Dieser Amur-Nebenfluss bildet hier, 214 Kilometer oberhalb seiner Mündung, die Grenze zur Volksrepublik China.
Der Bikin ist nahe der Mündung bis 200 m breit und über 2 m tief. Größte Nebenflüsse sind Sewa (Länge 139 km) von links sowie Kljutschewaja (97 km) und Altschan (170 km) von rechts.

## Hydrographie
Das Einzugsgebiet umfasst 22.300 km². Mit einer mittleren monatlichen Wasserführung in Mündungsnähe von 256 m³/s gehört der Bikin zu den größten Nebenflüssen des Ussuri. In den Sommermonaten kommt es nach Starkregenfällen häufig zu Überschwemmungen.
Der Bikin gefriert zwischen Ende November/Anfang Dezember und Mitte April.

## Flora und Fauna
Im äußerst dünn besiedelten Gebiet des Ober- und Mittellaufes ist die Flussniederung vielerorts versumpft, und der Fluss bildet eine Vielzahl von Armen aus. Verbreitet sind mit Lärchen bewachsene Torfmoore. In diesem Gebiet nistet eine Reihe seltener Vogelarten, die in der Roten Liste gefährdeter Arten als gefährdet oder stark gefährdet eingestuft sind: Mönchskranich (Grus monacha), Mandschurenkranich (Grus japonica), Schwarzschnabelstorch (Ciconia boyciana), Schuppensäger (Mergus squamatus) und Riesen-Fischuhu (Bubo blakistoni), daneben beispielsweise die in Russland seltenen Schwarzstorch (Ciconia nigra) und Mandarinente (Aix galericulata). Im Einzugsgebiet des Bikin leben Sibirische Tiger; der früher hier vorkommende Amurleopard ist nicht mehr anzutreffen. Es handelt sich um eines der nördlichsten Gebiete, in denen Pflanzen wie Ginseng, Eleutherococcus und andere Araliengewächse vorkommen.
Im Jahr 2018 wurde das UNESCO-Weltnaturerbegebiet Sichote-Alin durch Hinzufügung des Bikin-Tales im Norden um das Dreifache erweitert.

## Infrastruktur und Wirtschaft
Der Bikin ist im Unterlauf auf etwa 25 Kilometern ab der Stadt Bikin schiffbar; aktuell gelten aber nur die drei Kilometer vom Dorf Wassiljewka bis zur Mündung als Binnenwasserstraße.
Das Gebiet am Ober- und Mittellauf ist sehr dünn besiedelt. Einziger Ort ist hier die Siedlung Krasny Jar, die unter anderem von Udehe bewohnt wird, einem indigenen Volk des Gebietes. Im Unterlauf erreicht der Fluss zwischen Lutschegorsk (einige Kilometer links des Flusses, am kleinen Nebenfluss Kontrowod) und der Stadt Bikin dichter besiedeltes Gebiet mit einer Reihe von Dörfern. Hier folgt die Transsibirische Eisenbahn etwa von Bikin bis zur Station Burlit-Wolotschajewski auf gut 30 Kilometern dem linken Ufer des Flusses. Bei Bikin überquert die Bahnstrecke mit zwei etwa fünf Kilometer voneinander entfernten Brücken für jeweils ein Streckengleis den Fluss. Auch die Fernstraße M60 „Ussuri“ von Chabarowsk nach Wladiwostok kreuzt hier den Fluss.